# 许阿得斯

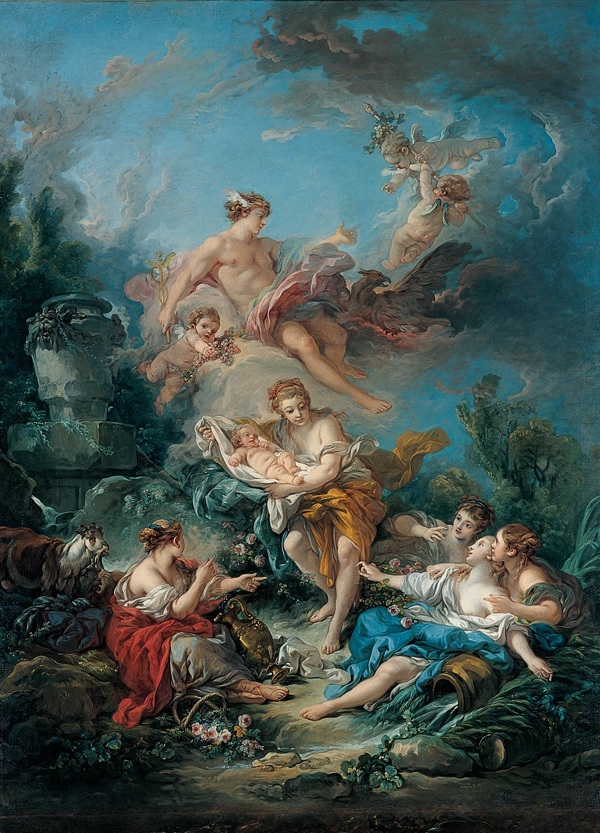
有关许阿得斯的油画作品

许阿得斯（希臘文：Ὑάδες；英文：Hyades）是希腊神话中阿特拉斯和海洋女神埃特拉所生的五个女儿的总称。她们与普勒阿得斯七姐妹、赫斯珀里得斯以及卡吕普索为同父异母的姐妹关系。曾经与普勒阿得斯和倪塞伊得斯一同养育过幼小的狄俄倪索斯。

## 神话故事
这五位仙女有一个亲兄弟，名叫许阿斯（Hyas）。因为他在打猎时不慎被狮子咬死（有些说是被蟒蛇咬死），所以许阿得斯听到该消息后悲痛欲绝，全体自杀。因而感动了天神宙斯，宙斯把许阿得斯五姐妹安置到天上，化作了毕宿星团。在希腊看到这一星座时正是雨季之初。“许阿得斯”这个名称在希腊语中的意思为“下雨”，人们总认为雨水就是许阿得斯姐妹们痛哭时落下的泪水。
关于许阿得斯的人数，古代作家们的说法各不相同，有2人、3人、5人或7人，普遍来说以5人而著称。。
在其它文献记载中，她们的名字是：
- 安布罗西亚（Ambrosia）、欧多拉（Eudore）、埃绪勒（Aesyle）[2]
- 厄多忒亚（Eidothea）、阿耳忒亚（Althaea）、阿德拉斯忒（Adraste）[3]
- 菲利亚（Philia）、科罗尼斯（Coronis）、克勒伊斯（Cleis）[4]
- 法厄绪勒（Phaesyle）、科罗尼斯（Coronis）、克勒亚（Cleea）、法厄俄（Phaeo）、欧多拉（Eudore）[5]
- 法厄绪勒（Phaesyle）、安布罗西亚（Ambrosia）、科罗尼斯（Coronis）、欧多拉（Eudore）、波吕克索（Polyxo）[6]
- 皮托（Pytho）、绪涅科（Synecho）、巴科（Baccho）、卡耳狄厄（Cardie）、尼塞伊斯（Niseis）[7]

由于她们害怕天后赫拉，所以在养育狄俄倪索斯时她们借用了倪塞伊得斯仙女们的诨名，好以掩人耳目：玛克里斯（Macris）、倪萨（Nysa）、厄剌托（Erato）、布罗墨（Brome）、狄俄涅（Dione）